# 物部匝瑳足継
物部匝瑳 足継（もののべのそうさ の たりつぐ、生没年不詳）は、平安時代初期の貴族。姓は連。官位は従五位上・鎮守将軍。

## 経歴
大同4年（809年）外従五位下に叙せられる。
弘仁2年（811年）2月に陸奧出羽按察使・文室綿麻呂が陸奥国・出羽国の兵士26,000人を動員して、爾薩体と弊伊の蝦夷2村を征討する旨を奏上する。3月に朝廷から綿麻呂らとともに鎮守副将軍であった足継に対して蝦夷征討を許可する勅が出ている。その後、8-9月頃より軍事作戦を展開し、10月には蝦夷を多数殺害・捕獲して降伏させる。同年12月に征討の軍功により関係者が昇叙された際、足継も外従五位上に叙せられている。
翌弘仁3年（812年）鎮守将軍に昇格する。その後、弘仁4年（813年）内位の従五位下、 弘仁7年（816年）には従五位上と嵯峨朝前半に順調に昇進を果たした。
なお、弘仁3年（812年）の足継の副将軍からの昇格以降、承和元年（834年）に補任された熊猪、承和6年（839年）に在官の記録がある匝瑳末守（熊猪の子か）に至るまで、30年近くに亘って『六国史』に登場する鎮守将軍はいずれも物部匝瑳氏（匝瑳氏）の氏人が務めている。

## 官歴
『日本後紀』による。
- 時期不詳：正六位上
- 大同4年（809年） 4月30日：外従五位下
- 弘仁2年（811年） 3月20日：見鎮守副将軍。12月13日：外従五位上
- 弘仁3年（812年） 2月10日：鎮守将軍
- 弘仁4年（813年） 正月7日：従五位下
- 弘仁7年（816年） 正月7日：従五位上